# Sardargarh-Bantva
Sardargarh-Bantva fou un estat tributari protegit de l'agència de Kathiawar amb una superfície de 186 km² i una població el 1921 de 9.201 habitants, format per 13 pobles amb uns ingressos de 78.000 rupies. La dinastia era una branca col·lateral dels Babis de Bantva (al seu torn una branca de Junagarh). Era considerat estat de cinquena classe. El va fundar Mukhtyar Khan fill de Sherzaman Khan de Bantva.

## Llista de governants
- Mukhtyar Khan segle XVIII-1813
- Nathu Khan 1813- després de 1854
- Samat Khan ?-1903
- Husayn Sawar Khan 1903-?
- Ghulam Muin al-Din Khan ?-1948